# Serial experiments lain
《serial experiments lain》(시리얼 익스페러먼츠 레인)은 그래픽·텍스트 형식의 잡지 연재 기획과 애니메이션·게임이 서로 관련을 맺고 동시 진행으로 제작된 일본의 미디어 믹스 작품이다.
철학적 세계관을 바탕으로 신, 음모론, 집단적 무의식, 인터넷과 같은 사이버 펑크 소재를 다루어 반향을 불러일으켰다.
잡지에서는 AX에서 1998년 3월 10일부터 11월 10일까지 연재, 텔레비전 애니메이션은 텔레비전 도쿄에서 같은 해 7월 6일부터 9월 28일까지 방송 (반년 늦게 TV 오사카·TV 아이치에서 방송)되어 제2회 문화청 미디어 예술제 애니메이션 부문 우수상을 수상했다. 게임은 플레이스테이션 (PS)용 소프트로서 같은 해 11월 26일에 발매되었다.

## 작품 개요
'존재는 인식 = 의식의 접속에 의해서 정의되며 사람은 모두 연결되어 있다. 기억은 단순한 기록에 지나지 않는다.'라는 세계관에서 전개되는, 14세의 소녀 레인 (lain)을 둘러싼 이야기. 리얼 월드와 컴퓨터 네트워크·와이어드 (Wired = 연결된 것)에 편재하는 'lain'이라는 존재에 대해.
게임판과 애니메이션판에서는, 등장 인물도 스토리도 "lain"이라는 존재를 제외하고 크게 다르다.
잡지 연재된 그래픽+텍스트는, 캐릭터 원안의 아베 요시토시에 의한 화집 <an omnipresence in wired> (엄니 존재=편재)에 미게재분을 포함한 완전판이 수록되고 있다. 오랫동안 절판이었지만, 악어 매거진사에서 <yoshitoshi ABe lain illustrations>로서 신작분을 추가해 재판되었다. 각본 코나카 치아키에 의한 애니메이션판 시나리오집 <scenario experiments lain the series> (시나리오 익스페리멘츠 레인) 등도 출판되고 있어 파이오니아 LDC에서는, <Serial experiments lain BOOTLEG>라고 제목을 붙인 데스크탑 액세서리집도 발매되었다.
처음에는, 주인공 레인의 영어 표기는 미결정으로 <lain>과 <rain>이 검토되었다. 아베 요시토시에 의한 스케치 등에서는 시험적으로 2종류 그려졌지만, 결국 1997년 3월 무렵에 <lain>으로 결정되었다.

## 텔레비전 애니메이션

### 개요
고도로 발전한 네트워크 사회 - 현실과 구별이 가지 않는 가상 공간이라는 자주 있는 이야기와 반대로, 본작은 '가상 세계 (wired)와 구별이 가지 않는 애매한 현실 (리얼 월드)'에 주목한다. 각 등장 인물이 말하는 '진실'도 그것이 사실이라는 보증은 없다. 주인공 레인의 세계는 친밀한 인간이나 친구에 관한 내용으로 차지되며 작품 그 자체가 레인 자신의 주관의 영향 하에 있는 구조이다. 이러한 객관의 부재성은 네트워크, 커뮤니케이션 등의 성질을 리얼하게 묘출하고 있어, 시청자도 또한 lain이라는 작품, 이와쿠라 레인과 연결된 <네트워크>에 커넥트하는 것을 강요 당한다.
방송 당시는 애니메이션 제작에 디지털 환경이 도입되기 시작했던 시기이다. 3D 모델링에 의한 무기적인 표현이 눈에 띄는 한편으로, 각본의 코나카 치아키가 촬영·매킨토시으로 편집한 감촉이 있는 화면이 사용되거나 때로는 실사가 그대로 이용되며 모든 정보 매체가 혼재하고 있다. 코나카에 의하면, 방송에 견딜 수 있는 퀄리티의 내용을 PC상에서 만들 수 있게 된 시작이 1998년 당시이며, 거기에 최첨단의 기계를 좋아하는 사람이 모여 스스로 할 수 있는 것을 모두 한 것이 lain이다. 본작의 독특한 컬러와 분위기는 그러한 해커적인 색채가 강한 환경에서 태어나고 있다.

### 현실 세계와의 연계
이 웨더 브레이크 시리즈도 DVD에 일부, BD-BOX에서는 모두 수록되고 있다.
본작의 제작자는 컴퓨터 매니아가 대부분, 실재하는 컴퓨터나 OS가 많이 등장한다. 예를 들면, 후반에 등장하는 초대 iMac은 본방송의 개시 직전에 발표된지 얼마 안된 기종이다. 그 밖에도 Apple재, NeXTSTEP재, BeOS재 등이 여기저기로 보여진다.

### 개요
커뮤니케이션용 컴퓨터 네트워크 단말 <NAVI> (네비)가 보급된 현대, 중학생 이와쿠라 레인은, 죽었음이 분명한 요모타 치카로부터의 메일을 받는다. 그 날 이래, 레인은 안보여야 할 것을 보게 된다. 요모타 치카의 메일의 말에 흥미를 가져, 대형 <NAVI>를 손에 넣지만, 그 이후로 더욱 기괴한 사건에 말려 들어간다.
물리 세계 (리얼 월드)와 컴퓨터 세계 (wired), 두 개의 세계·두 명의 레인 (lain)이 혼탁해 착종하는 끝에 있는 것은? - 사람은 누구든지 “연결되어” 있다 - · - 나는 편재한다—

### 등장 인물
이와쿠라 레인 (岩倉玲音)
성 - 시미즈 카오리
본작의 주인공. 내성적인 14세의 소녀. 좌측의 머리카락의 일부를 길게 늘려 밧텐형의 핀으로 두고 있는 것이 특징. 처음은 수수한 소녀지만, NAVI를 손에 넣고 나서는 그 취급에 비정상인 재능을 보이게 되었다. 그리고 레인과 같은 모습의 존재가 주위에 나타나지만, 그것은 레인이 wired를 통해, 세계에 편재화하는 조짐이었다.
레인 (レイン)
소리-시미즈 카오리
이와쿠라 레인이며, 이와쿠라 레인이 아닌 존재. 입은 나쁘지만 기풍이 좋은, 인정이 두터운 성격. 처음은 레인과 전혀 관계가 없는 곳에서 목격되지만, 점점 이와쿠라 레인의 또 하나의 인격으로서 그려진다.
레인 (lain)
소리-시미즈 카오리
이와쿠라 레인의 모습을 하고 있는 다른 존재. レイン과는 달리, 완전하게 다른 존재로서 그려져 있다. 명확한 악의의 현상이며, wired상에서 암약해 레인을 갈등과 고뇌에 빠뜨린다.
레인 (れいん)
소리-시미즈 카오리
wired의 여신. 항상 상냥한 미소를 없애지 않는 자모와 같은 인격. 레인과 wired의 관계에의 모두를 알고 있는 존재. 다른 존재라는 것보다도, 여신이 레인의 모습으로 나타나 있다는 것이 가깝다.
이와쿠라 야스오 (岩倉康男)
소리- 오오바야시 류스케
레인의 부친. 레인이 NAVI에 흥미를 가진 것을 기뻐하며, 곧바로 최신 NAVI를 주고 사용법을 가르쳤다. 상당한 NAVI 매니아로, 자기 방에 굉장한 NAVI용 설비가 있다. 레인을 염려하고 있었다. 실은 레인의 친아버지가 아니고, 누군가에게 레인의 양육을 맡게 되고 있었다. 이야기 종반으로 레인에 그것을 고백해 떠나지만, 레인에게 야스오는 마음의 의지이며, 레인이 신이라고 부를 수 있는 것이 되어서도 그것은 변하지 않았다.
이와쿠라 미호 (岩倉美穂)
소리- 이가라시 레이
레인의 모친. 과묵하고 무표정. 남편의 취미를 이해하고 있지 않는 것 같아서, 야스오에 푸념 받고 있었다. 부부사이는 의외로 양호. 야스오와 같이, 레인의 친어머니는 아니다.
이와쿠라 미카 (岩倉美香)
소리- 카와스미 아야코
레인의 언니. 조금 화려하고, 레인과는 대조적. 레인을 조금 음울하게 생각한다. 어느 사건의 탓으로 후에 정신에 이상을 초래하고 끝내, 일상적으로 모뎀과 같은 전자음을 발성하게 되어 버렸다.
미즈키 아리스 (瑞城ありす)
소리- 아사다 요코
레인의 유일한 친구. 상냥하다. 레인이 밝아졌으면 좋겠다고 언제나 배려를 하고 있다.
레인의 이상적인 친구라고 해도 좋은 소녀이지만, 감독 나카무라 류타로에 의하면, 그녀의 언동에는 레인의 주관으로부터 오는 미화가 들어가 있다고 한다.
야마모토 레이카 (山本麗華)
소리- 테즈카 치하루
레인의 동급생. 아리스와도 사이좋게 지내고 있고, 아리스가 레인을 어디엔가 데리고 나갈 때도 반드시 함께 있다. 쿨한 분위기를 감돌고 있어 어른스럽다.
카토 쥬리 (加藤樹莉)
소리- 미즈노 마나비
레인의 동급생. 레이카와는 대조적으로 아이 같고, 사복도 소녀 취미.
요모다 치카 (四方田千砂)
소리- 무토 스미
레인과는 다른 클래스의 학생. 한 번만 레인과 함께 돌아갔던 적이 있다. 이야기의 첫머리에서 자살한다.
타로
소리- 타키모토계인
사이베리아 (클럽)를 집합소로 하고 있는 초등학생. NAVI에 대해 자세하고, 레인에 다양한 어드바이스를 보낸다. 덧붙여서, 玲音은 좋아하지만 レイン은 무서운 것 같다.
캐스트는 성우가 아니고, 캐릭터와 거의 나이가 다르지 않은 아역이 연기하고 있다. 이는 당시의 시미즈 카오리와도 같다.
뮤뮤
소리- 야마모토 유키
타로의 동료인 초등학생.
마사유키
소리- 토마 소라
타로의 동료인 초등학생.
컬 하우스호퍼
소리- 나카타 죠지
레인을 감시하고 있는 수수께끼의 남성. 금발 푸른 눈의 외국인. 고글과 같은 기묘한 기계를 눈에 장착하고 있다.
임수석
소리- 야마자키 타쿠미
레인을 감시하고 있는 수수께끼의 남성. 고글과 같은 기묘한 기계를 눈에 장착하고 있다.
에이리 마사미 (英利政美)
소리- 하야미 쇼
wired의 신을 자칭하는 남자. 원래는 귤총연의 연구원이었지만, 사고로 죽어 wired상의 존재가 된다. 몇 번이나 레인에게 말을 걸어 오지만, 그것은 레인이 wired에 편재하는 자가 될 것을 알고 있었기 때문이었다. 종반, 실로 wired, 나아가서는 세계에 편재하게 된 레인에게 깨어진다.

### 스탭
- 기획·원안- production 2nd.
- 오리지널 캐릭터 디자인 아베 요시토시
- 감독- 나카무라 류타로
- 시리즈 구성- 코나카 치아키
- 캐릭터 디자인 키시타 타카히로
- 미술 감독-사토 마사루
- 색채 설정-이리오모테 미치요
- 촬영 감독-안진 하타 타카시
- 편집- 세야마 타케시
- 음향 감독- 츠루오카양태
- 음악- 나카이도 ‘CHABO' 레이치
- 프로듀서- ueda yasuyuki, 아베 쇼우지로우
- 제작 협력- GENCO
- 애니메이션 제작- 트라이앵글 스탭
- 제작- PIONEER LDC

### 주제가
오프닝 테마 <DUVET>
작사- Jasmine Rodgers /노래- Bôa
엔딩 테마 <먼 절규>
작사·작곡- 나카이도 레이치 /노래-나카이도 ‘CHABO' 레이치

### 각 화 목록
| 화수      | 부제          | 각본          | 그림 콘티       | 연출              | 작화 감독                           | 방송일          | 수록 VHS |
| --------- | ------------- | ------------- | --------------- | ----------------- | ----------------------------------- | --------------- | -------- |
| LAYER: 1  | WEIRD         | 코나카 치아키 | 나카무라 류타로 | 나카무라 류타로   | 세키구치 마사히로                   | 1998년 7월 6일  | LIF.01   |
| LAYER: 2  | GIRLS         | 코나카 치아키 | 나카무라 류타로 | 나카무라 류타로   | 스가이 카조우                       | 1998년 7월 13일 | LIF.01   |
| LAYER: 3  | PSYCHE        | 코나카 치아키 | 나카무라 류타로 | 마츠우라 죠헤이   | 타나카 유이치                       | 1998년 7월 20일 | LIF.02   |
| LAYER: 4  | RELIGION      | 코나카 치아키 | 나카무라 류타로 | 니시야마 아키히코 | 타카하시 유지                       | 1998년 7월 27일 | LIF.02   |
| LAYER: 5  | DISTORTION    | 코나카 치아키 | 무라타 마사히코 | 무라타 마사히코   | 세키구치 마사히로                   | 1998년 8월 3일  | LIF.02   |
| LAYER: 6  | KIDS          | 코나카 치아키 | 나카무라 류타로 | 나카무라 류타로   | 스가이 요시히로                     | 1998년 8월 10일 | LIF.03   |
| LAYER: 7  | SOCIETY       | 코나카 치아키 | 나카무라 류타로 | 마츠우라정평      | 마루야마 야스시영                   | 1998년 8월 17일 | LIF.03   |
| LAYER: 8  | RUMORS        | 코나카 치아키 | 나카무라 류타로 | 우에다 시게루     | 타나카 유이치                       | 1998년 8월 24일 | LIF.03   |
| LAYER: 9  | PROTOCOL      | 코나카 치아키 | 진가 로쿠로     | 니시야마 아키히코 | 세키구치 마사히로                   | 1998년 8월 31일 | LIF.04   |
| LAYER: 10 | LOVE          | 코나카 치아키 | 사토 타쿠야     | 무라타 마사히코   | 스가이 카조우                       | 1998년 9월 7일  | LIF.04   |
| LAYER: 11 | INFORNOGRAPHY | 코나카 치아키 | 나카무라 류타로 | 마츠우라 죠헤이   | 마루야마 야스히데                   | 1998년 9월 14일 | LIF.04   |
| LAYER: 12 | LANDSCAPE     | 코나카 치아키 | 나카무라 류타로 | 나카무라 류타로   | 키시다 타카히로                     | 1998년 9월 21일 | LIF.05   |
| LAYER: 13 | EGO           | 코나카 치아키 | 나카무라 류타로 | 나카무라 류타로   | 마루야마 야스히데 세키구치 마사히로 | 1998년 9월 28일 | LIF.05   |

### 비디오/ DVD / Blu-ray Disc
방송 후 발매된 비디오에는 아베가 그린, 슈르 개그 4컷만화가 붙어 있었다. 이 4컷은 아베의 화집에도 수록되고 있다.
텔레비전 방송판과 DVD 등에서는 오프닝과 엔딩의 연출이 다소 다른 것 외에 웨더 브레이크도 DVD 등에는 모두는 수록되어 있지 않다.
2010년 10월에는, 베타 캠으로서 남아 있던 1998년 당시의 SD소재를 이용해, 수작업으로 고해상도화를 베푼 BD 박스가 발매되었다.
품질이 나쁜 소재 밖에 남아 있지 않은 파트도 있어, 제작은 매우 고생스러운 일이었다고 한다.

## 그래픽+텍스트
애니메이션판과 거의 동시 진행으로, 소니 매거진스의 잡지 <월간 AX>에 연재되었다. 애니메이션판 화수에 맞추어 게임판과의 중개적인 의미도 담아 작품의 이미지나 세계관 등을 일러스트와 텍스트에 의한 컷으로서 구성한 것. 후에 출판된 화집 <엄니 존재(편재)——Lain 아베 요시토시 화집> (소니 매거진스 1999년)에서는, 새롭게 컷이 추가되고 있다.
- 그래픽: 아베 요시토시
- 텍스트: 코나카 치아키

### 부제
LAYER: 01에서 13까지의 부제는, 텔레비전 애니메이션판의 각 화부제와 공통이다.
- PRE-LAYER -초출: 3월 10일 4월호
- LAYER: 01 WEIRD -초출: 4월 10일 5월호
- LAYER: 02 GIRLS -초출: 5월 10일 6월호
- LAYER: 03 PSYCHE -초출: 6월 10일 7월호
- LAYER: 04 RELIGION -초출: 7월 10일 8월호
- LAYER: 05 DISTORTION -초출: 8월 10일 9월호
- LAYER: 06 KIDS -초출: 화집 신작
- LAYER: 07 SOCIETY -초출: 화집 신작
- LAYER: 08 RUMORS -초출: 화집 신작
- LAYER: 09 PROTOCOL -초출: 화집 신작
- LAYER: 10 LOVE -초출: 화집 신작
- LAYER: 11 INFORNOGRAPHY -초출: 9월 10일 10월호
- LAYER: 12 LANDSCAPE -초출: 화집 신작
- LAYER: 13 EGO -초출: 10월 10일 11월호
- LAYER: 00 PROGRAM -초출: 11월 10일 12월호

## serial experiments lain BOOTLEG
파이오니아 LDC에서 1999년에 발매된 한정판 팬디스크적 자리 매김 2매 세트 CD-ROM. 타케모토 아키라가 작곡한 텔레비전 시리즈 본편에 사용된 음원 외, 미니 게임, 벽지등의 데스크탑 액세서리가 수록되고 있다.
본제품은, <BOOTLEG=해적판>의 이름이 알려져, 제작 스태프로부터 유출한 데이터를 제삼자가 전매한 것이라는 연출이 이루어지고 있어 패키지도 무지의 골판지에 자필풍의 라벨이 간단하게 붙여졌을 뿐인 간소한 것이 되고 있다.

## 게임
공칭 장르는 <어태치먼트 소프트웨어 (Attachment Software)>. 기획 중에서는 가장 빨리 진행하면서, 발표는 가장 늦었고, 잡지 연재 종료 후의 1998년 11월말이다. CD2매에 의해 구성되어 있다.
플레이어는, 네트워크 내에 흩어진 lain에 관한 기록을 모아 단편적인 기억을 더듬어 lain의 일상생활과 그녀의 비밀에 가까워져 간다.
게임의 내용은, 음성 파일과 영상 파일의 재생의 반복이라는 독특한 스타일. 파일의 내용에는, 레인의 일기, 토코의 일기, 카운셀링의 기록 등이 있어, 특정의 파일에 액세스하는 것으로 새로운 파일이나 네트워크 영역에의 액세스가 가능해진다.
게임 중에서 할 수 있는 것은 어디까지나 <파일의 재생>까지이며, 각각의 정보가 가지는 구체적인 의미까지는 거의 알 수 없다. <이야기의 결말을 기록한 파일의 재생>이 일단은 엔딩이지만, 이야기의 전모를 이해하기 위해서는 플레이어 자신이 머릿 속에서 정보를 정리할 필요가 있으며, 거기로부터 이끌리는 결론의 정당성도 또한, 각각의 판단에 맡길 수 있다.
덧붙여 본작의 개발 스탭의 일부는, 같은 <어태치먼트 소프트웨어>인 <NOёL> 시리즈의 개발도 다루고 있어 양 작품품의 사이에는 <현실 세계와 가상 세계의 경계가 애매하게 되는 플레이 감각 (다만 방향성은 정반대)> <단편적인 정보를 바탕으로 전체도를 상상하는 즐거움> <관측 시스템 <추억군>의 존재 (본작에서는 넷 에이전트 프로그램, NOёL에서는 자동 추적식 부유 카메라)>라는 공통점을 볼 수 있다.
연령 제한은 걸리지 않았지만, 일부에 과격한 영상이나 표현이 존재한다.

### 스탭 (게임)
디렉터: 중원순지
감독: 엔도라고 윤기
각본: 코나카 치아키
제작: SR-12W / PIONEER LDC.

### 주요 등장 인물
이와쿠라레인
소리- 시미즈 카오리
주인공. 점잖고 내향적인 소녀. 게임 개시시점에서는 11세에서, 14세까지 성장한다. 12세 때에 환청 등의 이유로 카운셀링에 다니기 시작한다.
애니메이션판과는 달리, 형제 자매는 없지만 가정환경은 착실한 상태가 되고 있다. 한편으로 내향적이지만 일단 친구는 있는 것 같다.
요네라 토코 (米良柊子)
소리- 오카모토 마야
27세. 미국의 대학원을 졸업 후에 일본에 귀국해, 레인을 담당하게 된 신인 카운셀러. 카운셀링을 통해서 레인과 사이 좋게 되어 간다.
마키노 신이치로 (牧野慎一郎)
소리- 시부야 시게루
컴퓨터 네트워크 상에서 레인과 교류를 가지고 있는 보통 샐러리맨. 이야기의 후반에 레인과 처음으로 접촉하지만, 그 때의 사건에 말려 들어가게 된다.

## 같이 보기
- 모의현실
- 신령사냥/고스트 하운드
- NOёL
- 회로 (영화) - 동일한 플롯을 바탕으로 애니메이션판의 시나리오가 만들어져 있다.
- 전파계
- 데스페라